# Australische Badmintonmeisterschaft 2012
Die Australische Badmintonmeisterschaft 2012 fand vom 29. August bis zum 2. September 2012 in Sydney statt. 

## Sieger und Platzierte
| Disziplin    | Gold                     | Silber                                | Bronze                            |
| ------------ | ------------------------ | ------------------------------------- | --------------------------------- |
| Herreneinzel | Wesley Caulkett          | Nicholas Kidd                         | Anthony Joe                       |
| Herreneinzel | Wesley Caulkett          | Nicholas Kidd                         | Eddie Hung                        |
| Dameneinzel  | Wendy Chen               | Natasha Sharp                         | Tara Pilven                       |
| Dameneinzel  | Wendy Chen               | Natasha Sharp                         | Ann-Louise Slee                   |
| Herrendoppel | Guy Gibson Raymond Tam   | Anthony Chang Nelson Oon              | Tran Hoang Pham Andre Rhonnei     |
| Herrendoppel | Guy Gibson Raymond Tam   | Anthony Chang Nelson Oon              | Jiten Bhatt Raymond Darmawan      |
| Damendoppel  | Wendy Chen Hsieh Chia-Ju | Tara Pilven Talia Saunders            | Gerrelyn Glico Verdet Kessler     |
| Damendoppel  | Wendy Chen Hsieh Chia-Ju | Tara Pilven Talia Saunders            | Ann-Louise Slee Michelle Zhang Xi |
| Mixed        | Raymond Tam Susan Wang   | Tran Hoang Pham Siao Yien Jasmine Yeo | Stuart Rowlands Talia Saunders    |
| Mixed        | Raymond Tam Susan Wang   | Tran Hoang Pham Siao Yien Jasmine Yeo | Raymond Darmawan Michelle Gray    |